# نیزه‌ماهی پوزه‌کوتاه
نیزه‌ماهی پوزه‌کوتاه (نام علمی: Tetrapturus angustirostris) نام یک گونه از سرده چهارباله‌ای‌ها است.